# 窈窕淑女 (電影)
《窈窕淑女》（英語：My Fair Lady，星馬昔譯《賣花女》）是一部1964年出品，取材自愛爾蘭劇作家蕭伯納舞台劇《賣花女》（Pygmalion），由奧黛麗·赫本和歷士·夏里遜主演，喬治·庫克執導的電影。

## 劇情
《窈窕淑女》是描述一名上校與一名自大學的教授-亨利希金斯（Professor Henry Higgins）打賭他是否有能力將一名來自社會低層、渾身髒兮兮的賣花女-伊萊莎（Eliza Doolittle），訓練成一名氣質高雅、儀態萬千的窈窕淑女，並且足以讓每個人都相信她真的是一名來自上流社會的大家閨秀。雖然希金斯教授的態度惡劣，但他專心教導伊萊莎正確的英語發音，以及淑女紳士禮儀等等。經過長期艱苦教導，伊萊莎「總算」學會了。
希金斯教授之後帶伊萊莎到雅士谷馬場與貴族會面，過程總算順利，除了賽馬時，她因鼓勵馬隻Dover而說了一句"C'mon Dover, move your bloomin' arse!" ，因而大失儀態。
再經過多番努力，希金斯教授最後真的成功地將伊萊莎從一名醜小鴨轉變成天鵝。上流社會公子哥佛萊迪也因此瘋狂愛上伊萊莎。但是當希金斯教授驕傲的接受各方讚賞，而忽略了伊萊莎的努力時，伊萊莎憤而離開他轉而投入佛萊迪的懷抱。這時希金斯教授才恍然驚覺自己已經離不開伊萊莎可愛的臉龐，伊萊莎最後也回來見教授，兩人互相愛上了對方............

## 歌曲
1. "Overture"
2. "Why Can't the English?" - Higgins
3. "Wouldn't It Be Lovely" - Eliza, Workers
4. "An Ordinary Man" - Higgins
5. "With a Little Bit of Luck" - Alfred Doolittle, Harry & Jamie, Ensemble
6. "Just You Wait" - Eliza
7. "Servants Chorus" - Mrs. Pearce, Servants
8. "The Rain in Spain（英语：The Rain in Spain）" - Eliza, Higgins, Pickering（此歌為「窈窕淑女」的經典，而且句子 "The rain in Spain stays mainly in the plain" 還被譯為多種語言）
9. "I Could Have Danced All Night" - Eliza, Mrs. Pearce, Maids
10. "Ascot Gavotte" - Ensemble
11. "Ascot Gavotte (重演)" - Ensemble
12. "On the Street Where You Live" - Freddy
13. "Intermission"
14. "Transylvanian March" - Band
15. "Embassy Waltz" - Band
16. "You Did It" - Higgins, Pickering, Mrs. Pearce, Servants
17. "Just You Wait (Reprise)" - Eliza
18. "On the Street Where You Live" (reprise) - Freddy
19. "Show Me" - Eliza & Freddy
20. "Wouldn't It Be Lovely" (重演) - Eliza, Workers
21. "Get Me to the Church on Time" - Alfred Doolittle w/ Harry,Jamie & Ensemble
22. "A Hymn to Him (Why Can't A Woman Be More Like a Man?)" - Higgins, Pickering
23. "Without You" - Eliza, Higgins
24. "I've Grown Accustomed to Her Face" - Higgins
25. "Finale" - Ensemble

飾演伊萊莎的奧黛麗·赫本在片中的歌聲是由瑪妮‧尼克森（Marni Nixon）配音（僅"Just You Wait"一首為赫本原音）。而飾演弗萊迪的傑瑞米·布雷特的歌聲是由比爾·謝利（Bill Shirley）配音。

## 特別收錄
特別收錄：影片整修高手羅伯哈里斯與詹姆斯凱茲之講評、紀錄片拍攝「窈窕淑女」過程、好萊塢首映與頒獎典禮之短片與資料庫畫面、雷哈哈里斯、安德魯洛伊韋伯及名導演馬丁史柯西斯講評、劇照館、內容包括拍片劇照、草圖、文件及海報等精彩預告片。

## 榮譽
第37屆 奧斯卡最佳影片獎 奧斯卡最佳導演獎
這齣歌舞片刻劃二十世紀初期，英國社會中各階級間的鴻溝，也在多首膾炙人口的歌曲、華麗的服裝、舞蹈設計下，獲得了當年奧斯卡八項大獎，包括最佳影片、男主角、導演、彩色片攝影、彩色片藝術指導、彩色片服裝設計、錄音、改編配樂等，以及英國影藝學院最佳影片。
在美國電影協會的最佳美國電影排行榜上，窈窕淑女排行第91位。在2006年，它榮列這個協會的最佳音樂劇榜的第8位。

## 外部連結
- 互联网电影数据库（IMDb）上《窈窕淑女》的资料（英文）
- TCM电影资料库上《窈窕淑女》的资料（英文）
- 豆瓣电影上《窈窕淑女》的資料 （简体中文）
- AllMovie上《窈窕淑女》的资料（英文）
- 爛番茄上《窈窕淑女》的資料（英文）